# German (Đorić)
German, světským jménem Hranislav Đorić (19. srpna 1899, Jošanička Banja – 27. srpna 1991, Bělehrad) byl srbský pravoslavný arcibiskup, v letech 1958–1990 patriarcha Srbské pravoslavné církve. Byl dosud nejdéle sloužícím srbským patriarchou (32 let).

## Život
Po absolvování střední školy v Kruševaci studoval teologii v kněžském semináři v Bělehradě a následně ve Sremských Karlovcích. Poté studoval nějaký čas práva na Sorbonně v Paříži. Své vzdělání završil v roce 1942 absolutoriem na teologické fakultě bělehradské univerzity.
Nejprve působil jako úředník církevního soudu v Čačaku, zároveň v tomto městě působil jako katecheta. Posléze se stal farářem pravoslavné farnosti v Miokovci. V roce 1931 přešel do farnosti Vrnjačka Banja. Od roku 1938 působil jako úředník při Synodu srbské pravoslavné církve. V roce 1951 ovdověl a následně přijal mnišství v monastýru Studenica, kde přijal mnišské jméno German. V témže roce byl jmenován generálním sekretářem Synodu srbské pravoslavné církve. Záhy byl jmenován biskupem Budínské eparchie v Maďarsku, maďarské komunistické orgány mu nicméně znemožnily reálný výkon této funkce. Roku 1956 se stal biskupem žičské eparchie, což je po patriarchovi druhá nejvyšší hodnost v rámci srbské církve.
Po smrti patriarchy Vikentije II. v roce 1958 vznikly rozpory, kdo by měl být jeho nástupcem. Dne 14. září toho roku byl German zvolen patriarchou jako kompromisní kandidát. Jeho oponenti nicméně tvrdili, že k jeho zvolení dopomohl nátlak ze strany Aleksandara Rankoviće, vysokého jugoslávského politika, který mimo jiné ovládal policejní složky v zemi. Proto někteří přezdívali Germanovi rudý patriarcha. Do období jeho patriarchátu spadá také schizma srbské církve, a odtržení Makedonské pravoslavné církve v roce 1967. German podnikl rozsáhlé reformy církevních struktur, včetně vytvoření nových podřízených eparchií mimo Evropu (v Austrálii a Kanadě). Při monastýru Krka také založil novou teologickou fakultu.
V roce 1989 měl vážnou nehodu, po které musel podstoupit řadu operací. V roce 1990 rada hierarchů srbské pravoslavné církve konstatovala, že German již nezvládá vykonávání patriaršího úřadu a penzionovala jej. Po krátkém období, kdy církev prozatímně (jako tzv. locum tenens) spravoval záhřebský metropolita Jan (Pavlović), byl novým patriarchou zvolen dosavadní arcibiskup eparchie Raška-Prizreń, Pavle (Stojčević). Emeritní patriarcha German zemřel ve vojenské nemocnici v Bělehradě v roce 1991 a pohřben byl v bělehradském chrámu sv. Marka. Byl nejdéle sloužícím patriarchou v historii Srbské pravoslavné církve.